# Ctenomys pulcer
Ctenomys pulcer és una espècie de mamífer rosegador de la família dels ctenòmids. És endèmic de l'extrem meridional de la regió de la pampa de l'Argentina, a la província de Buenos Aires. Es tracta d'un tuco-tuco mitjà, amb una llargada total de 190-261 mm, incloent-hi la cua de 55,5-81 mm. El seu hàbitat natural són les dunes fixes i semifixes. Se n'han trobat restes fòssils a la unitat pelitas grises del jaciment Monte Hermoso I, que data del Plistocè superior o l'Holocè primerenc. El nom específic pulcer significa ‘formós' en llatí i es refereix al Monte Hermoso ('Mont Formós'). Com que fou descoberta fa poc, l'estat de conservació d'aquesta espècie encara no ha estat avaluat formalment.